# Bell 204/205
Helikopterne Bell 204 og 205 er de civile versioner af militær helikopteren UH-1 Iroquois fra Huey-familien af helikoptere. De er type-certificerede i transport kategorien og er brugt i mange forskellige typer af opgaver som for eksempel gødning af planter, gods transport og brandslukning.
| Luftfart | Spire Denne artikel om flyvning er en spire som bør udbygges. Du er velkommen til at hjælpe Wikipedia ved at udvide den. |